# Марцін Хоментовський
Марцін Хоментовський (пол. Marcin Chomętowski; ? — початок 1706, Луцьк) — польський шляхтич, військовик, урядник Речі Посполитої. Представник роду Хоментовських гербу Лис.

## Життєпис
Дата народження невідома. Батько, Стефан Хоментовський, 1639 року посідав уряд белзького підвоєводи, 1643 року — белзького підчашого. Матір — дружина батька Констанція Катажина з Корвін-Кохановських, донька коронного хорунжого.
З 1670 року посідав уряд сандомирського ловчого, 1680 року був сенатором Речі Посполитої (як жарнувський каштелян). З 1685 року був злоторийським старостою, з 1696 року — дрогобицьким. Брав участь у воєнних кампаніях короля Яна III Собеського, дуже відзначився у виправах буковинській 1685 року, молдавській 1686 року. Його панцерна корогва військових компутів входила до складу полку королевича Якуба Людвіка. 1683 року був у складі комісії для перемовин з московитами. 1694 року посів уряд брацлавського воєводи. Під час безкоролів'я по смерти Яна III став депутатом до боку примаса, був обраний до комісії, визначеної на конвокації 1696 року до перемовин з військом конфедератів (виконував функції до весни 1697 року). Прихильник королевича Якуба Людвіка Собєського як кандидата на трон, потім Авґуста II (був його ревним прихильником). 1703 року керував комісією щодо розмежувань з турками. 1704 року став воєводою мазовецьким. Керував скарбовим трибуналом в Луцьку (його перенесли з Радома); на ньому вдалось союзне військо, маршалком якого був син Станіслав, переконати формально перейти під булаву великого коронного гетьмана Героніма Августина Любомирського. Потім захворів.
Помер в Луцьку від хвороби на початку 1706 року.

### Сім'я
Був уперше одружений з воєводичкою серадзькою Анною Вежбовською (пол. Anna Wierzbowska), похованою в костелі домініканців у Самборі). Діти:
- Станіслав (13.12.1673, Ласьк — 31 серпня 1728, Дрогобич) — гетьман польний коронний, староста дрогобицький, долинський[6] якому по смерті перейшло Мазовецьке воєводство.
- Якуб — чехувський каштелян.[7]